# Zvjahel'
Zvjahel' (in ucraino Звягель?; fino al 2022 Novohrad-Volyns'kyj; in ucraino Новоград-Волинський?, in russo Новоград-Волынский?, Novograd-Volynskij) è una città ucraina (54 086 abitanti), nel distretto di Zvjahel' nell'oblast' di Žytomyr. Ospita l'amministrazione della comunità territoriale di Zvjahel', una delle comunità territoriali dell'Ucraina..
Fino al 18 luglio 2020 Zvjahel' costituiva una città di rilevanza regionale e non apparteneva ad alcun distretto anche se era il centro amministrativo del distretto di Zvjahel'. Come parte della riforma amministrativa dell'Ucraina, che ridusse a quattro il numero di distretti dell'oblast' di Žytomyr, la città fu integrata nel distretto di Zvjahel'.

## Geografia
Zvjahel' sorge lungo le rive della Sluč, fiume che segna il confine orientale della regione storica della Volinia. La cittadina è situata a 224 km ad ovest di Kiev.

## Nome
Originariamente conosciuta come Zvjahel', la città fu ribattezzata Novograd-Volynskij nel 1795 dopo l'annessione dei territori della Confederazione polacco-lituana da parte dell'Impero russo subito dopo la terza spartizione della Polonia.
Dall'Atto di Dichiarazione di Indipendenza dell'Ucraina del 1991 ci sono stati diversi tentativi di rinominare la città. Le discussioni pubbliche sul un eventuale ripristino del vecchio toponimo sono iniziate nell'aprile 2022. Il 16 giugno 2022 il consiglio comunale ha ribattezzato nuovamente la città Zvjahel'. La decisione è stata sostenuta da 22 dei 30 deputati presenti, mentre quattro deputati si sono opposti e si sono astenuti. Il cambio di nome doveva poi essere approvato dai deputati del Consiglio dell'oblast' di Žytomyr. La decisione finale sulla ridenominazione della città è stata approvata dal parlamento ucraino il 16 novembre 2022.
Il 31 marzo 2022 il consiglio comunale aveva rimosso la lettera Z (che era un riferimento al nome Zvjahel' ed era posta sul simbolo della campana) dai suoi stemmi. Ciò è stato fatto perché la lettera Z è stata ampiamente utilizzata dalle forze terrestri russe durante l'invasione russa dell'Ucraina del 2022 ed è diventata uno strumento di propaganda in Russia.

## Storia
La città è stata menzionata nella Cronaca di Galizia e Volinia sotto l'anno 1256 come Vosvjahel. Nel 1257 fu rasa al suolo da Danilo di Galizia.
La successiva menzione dell'insediamento risale al 1432, quando risulta ricostruito sulla sponda sinistra a monte del sito originario. Dal XIV secolo apparteneva al Granducato di Lituania di proprietà della famiglia principesca Zwiahelski. Dal 1501 al 1554 la città apparteneva alla famiglia principesca Ostrogski. Nel 1507 Konstanty Ostrogski costruì qui un castello. Dopo la formazione del voivodato di Volinia, fu inclusa nella contea di Lutsk. Dopo l'Unione di Lublino del 1569 passò alla Corona di Polonia.
Durante la rivolta di Chmel'nyc'kyj, i cosacchi distrussero parte delle fortificazioni della città e incendiarono la chiesa cattolica.[ Nel settembre 1648 in città si formò un gruppo insurrezionale di contadini locali guidati da Mychalo Tyša. Nel 1650 a Zvjahel' esisteva il reggimento Zwiahel. Nel XVIII secolo la città apparteneva alla famiglia principesca Lubomirski.
In seguito alla terza spartizione della Polonia fu annessa all'Impero russo e ribattezzata Novograd-Volynskij. Dal 1795 al 1804 fu capoluogo della gubernija della Volinia.
La città aveva un'importante comunità ebraica. Alla fine del XIX secolo ospitava 9.378 ebrei, più della metà della popolazione della città. Nel 1919 circa un migliaio di ebrei furono uccisi nel corso di un pogrom ordito dalle milizie ucraine di Symon Petljura. Dopo il trattato di Riga, Novograd-Volynskij entrò a far parte dell'Unione Sovietica come parte della RSS Ucraina. All'inizio della seconda guerra mondiale erano rimasti solo 6.840 ebrei (il 30% della popolazione totale). Centinaia di ebrei furono assassinati in esecuzioni di massa perpetrate dalle Einsatzgruppen nel 1941. Molti sopravvissuti furono imprigionati in condizioni difficili in un ghetto e poi assassinati nel novembre 1942. Una parte consistente della città fu distrutta durante la guerra.